# Zasieki
Zasieki (Duits: Berge) is een dorp in het Poolse woiwodschap Lubusz, in het district Żarski. De plaats maakt deel uit van de gemeente Brody en telt ongeveer 250 inwoners. Voor de Tweede Wereldoorlog was dit onder de oude Duitse naam Berge een stadsdeel van Forst met 8.000 inwoners. 

## Geschiedenis
. 

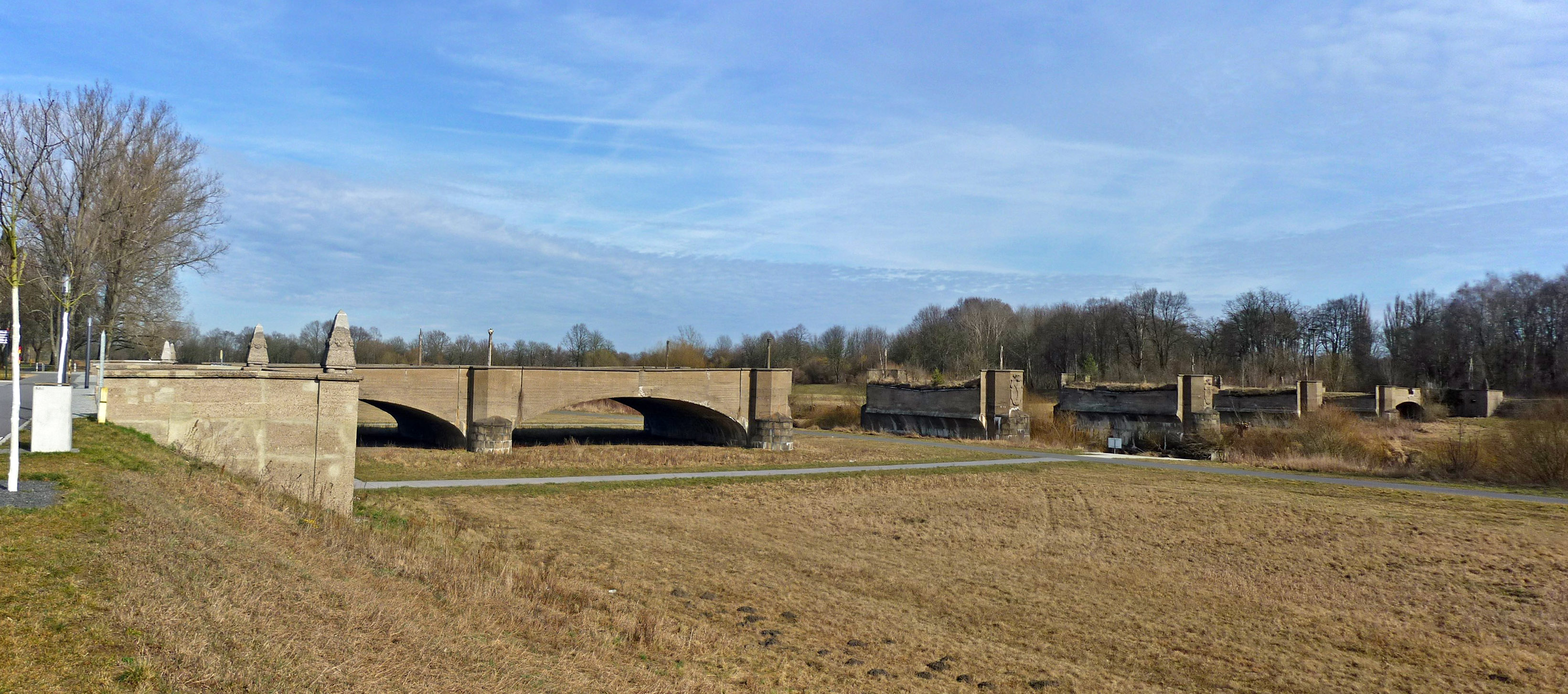
Ruine Langen Brücke

Het dorp Berge wordt voor het eerst in 1627 vermeld. In 1897 wordt het een stadsdeel van Forst. In 1906 werd een plan opgesteld voor de uitbreiding en modernisering van het stadsdeel. Tot 1921 was er naast een voetgangersbrug enkel een houten brug over de Neisse. In 1921 besloot de stad Forst om 30 meter verder een nieuwe brug, de Langen Brücke te bouwen in stampbeton. Nadat deze in december 1922 af was werd de houten brug afgebroken. Tijdens de Tweede Wereldoorlog werd deze brug opgeblazen om het Rode Leger tegen te houden. Deze ruïne werd nadien behouden. Na verdere uitbreiding steeg het inwonersaantal in de jaren dertig van de twintigste eeuw tot ongeveer 10.000. 
Na de oorlog viel het gebied ten oosten van de Neisse aan Polen toe waardoor Berge van Forst gesplitst werd. Het dorp kreeg de Poolse naam van Forst, zijnde Barszcz en de inwoners werden verdreven. Doordat de riolering aangesloten was op het netwerk van Forst zaten ze met een probleem aan de Poolse zijde. In opdracht van Stalin werden de meeste gebouwen, openbare voorzieningen en straten, hoewel ze relatief ongeschonden uit de oorlog gekomen waren, afgebroken zodat de bouwmaterialen gebruikt konden worden bij de heropbouw van Warschau. De sloop duurde van 1947 tot 1952. Slechts 38 huizen aan de rand, in de wijk Skurum, ten zuiden van de spoorlijn bleven over. De naam van het dorpje werd nu Zasieki (Duits Skaren). 

## Verkeer en vervoer
- Station Zasieki

## Sport
De stad Forst had voor 1933 meerdere clubs actief op het hoogste niveau in Neder-Lausitz, waarvan FC Askania Forst en FC Viktoria Forst, beiden uit Berge, de succesvolste waren. Beide clubs waren jaren actief op interregionaal niveau en namen elk drie keer deel aan de eindronde om de Duitse landstitel. Verder was er ook nog de turnclub TS Berge-Forst. 